# Fauvette épervière
Curruca nisoria
Espèce
Statut de conservation UICN

 LC  : Préoccupation mineure

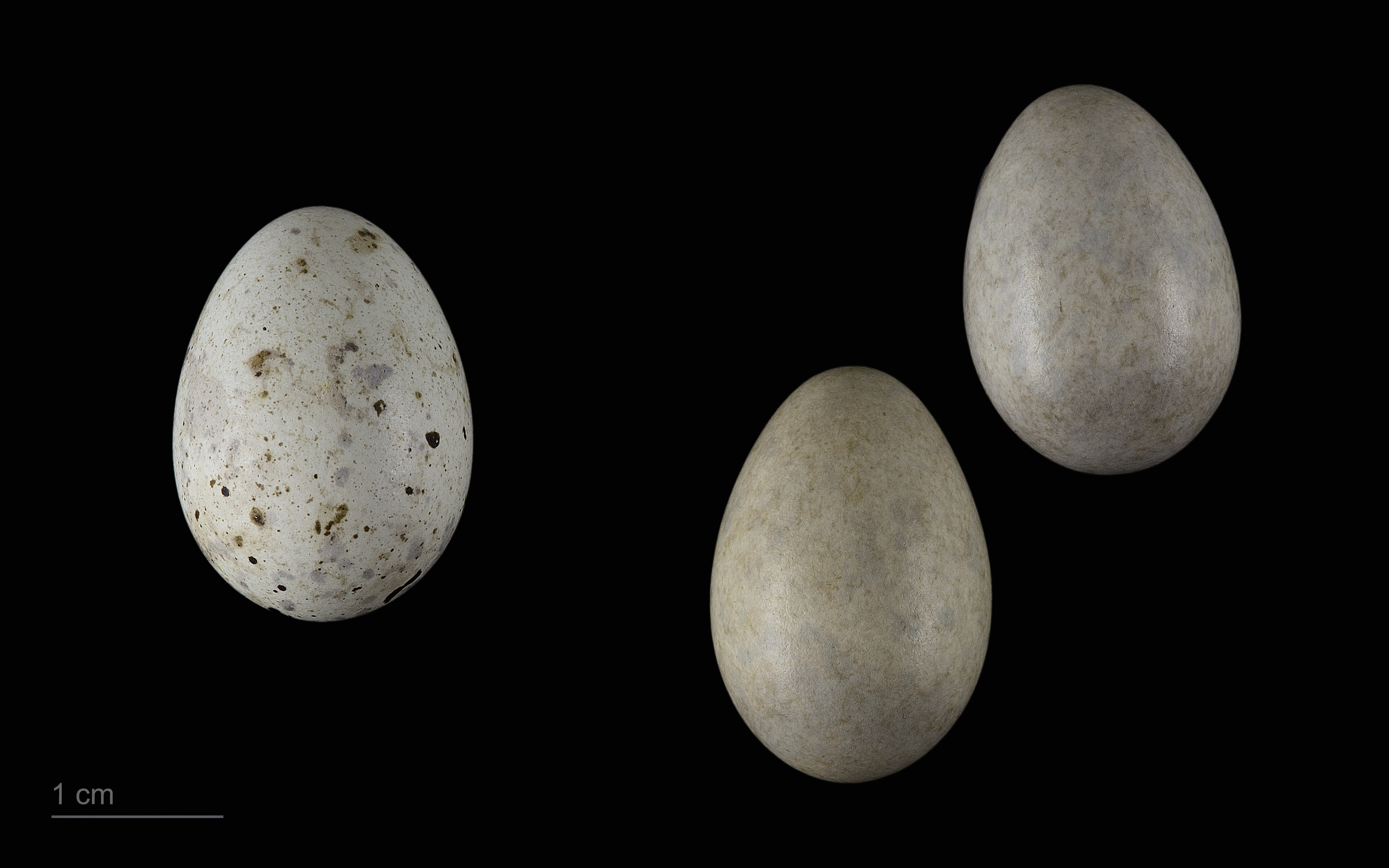
Œuf de Cuculus canorus canorus dans un nid de Curruca nisoria - Muséum de Toulouse

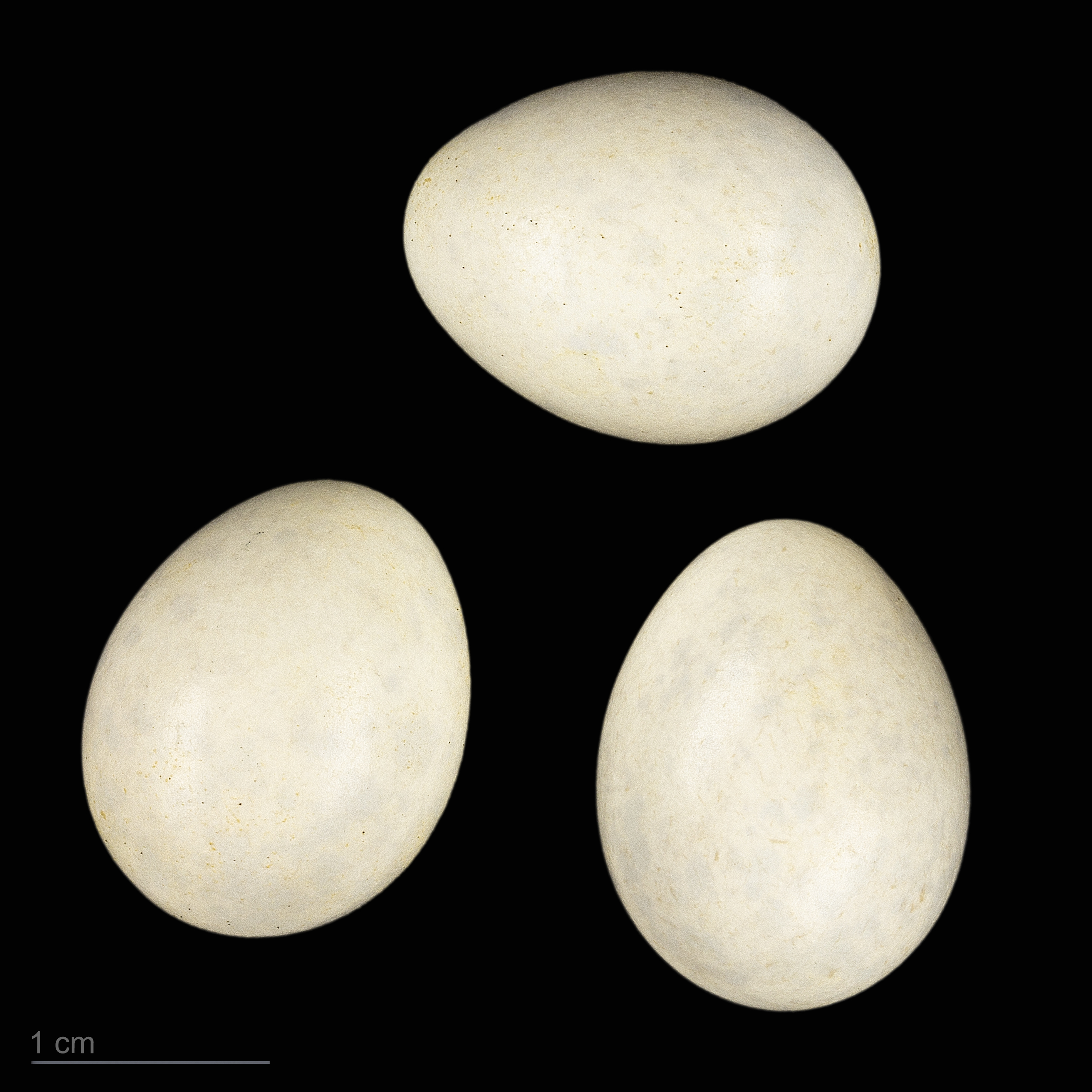
Oeufs de Curruca nisoria nisoria - Muséum de Toulouse

La Fauvette épervière (Curruca nisoria) est une espèce de passereaux appartenant à la famille des Sylviidae.

## Répartition
Elle niche dans l'est de l'Europe, à l'ouest jusqu'en Suisse et au nord de l'Italie.

## Systématique
La fauvette épervière faisait anciennement partie du genre Sylvia, mais a depuis été reclassée dans le genre Curruca après que celui-ci a été séparé de Sylvia.

## Protection
La Fauvette épervière bénéficie d'une protection totale sur le territoire français depuis l'arrêté ministériel du 17 avril 1981 relatif aux oiseaux protégés sur l'ensemble du territoire. Elle est inscrite à l'annexe I de la directive Oiseaux de l'Union européenne. Il est donc interdit de la détruire, la mutiler, la capturer ou l'enlever, de la perturber intentionnellement ou de la naturaliser, ainsi que de détruire ou enlever les œufs et les nids, et de détruire, altérer ou dégrader son milieu. Qu'elle soit vivante ou morte, il est aussi interdit de la transporter, colporter, de l'utiliser, de la détenir, de la vendre ou de l'acheter.